# Dorothy Appleby
Dorothy Appleby (Portland, 6 de janeiro de 1906 - Hicksville, 9 de agosto de 1990) foi uma atriz de cinema americana. Ela apareceu em mais de 50 filmes entre 1931 e 1943. 

## Carreira
Appleby ganhou experiência como atriz substituta e coro em peças na cidade de Nova York. Um artigo de jornal relatou que Appleby "veio a Nova York recém-vencedora em um concurso de beleza no Maine".
Appleby foi vista em muitos papéis de apoio, quase sempre em assuntos curtos ou longas-metragens de baixo orçamento. Ela nunca progrediu para papéis principais em filmes importantes por causa de sua baixa estatura, o que a tornou difícil de interpretar. 
Ela logo encontrou um trabalho estável, senão prestigioso, nas comédias de dois rolos da Columbia Pictures. Apareceu frequentemente com Os Três Patetas, que eram apenas alguns centímetros mais altos do que ela era, e em 1940 ela se tornou a protagonista de Buster Keaton, pelo mesmo motivo: a altura dela complementava a dele. Ela trabalhou com os quadrinhos da Columbia, Andy Clyde, El Brendel e Hugh Herbert, e teve uma parte não creditada em Stagecoach, de John Ford. 
Algumas de suas comédias Stooge foram Loco Boy Make Good, So Long Mr. Chumps e In The Sweet Pie and Pie. Uma aparição memorável foi como a morena mexicana Rosita no Cookoo Cavaliers dos anos 40. No filme, Appleby é derrotada pelos Stooges quando um "pacote de lama" facial feito de concreto seca em seu rosto. Sua pequena figura desmentia sua idade, e ela continuou a desempenhar papéis "mais jovens" na década de 1940. Um de seus últimos papéis na tela foi uma ponta (interpretando uma universitária aos 35 anos) na edição de 1941 de Jane Withers, Small Town Deb. 

## Vida pessoal e morte
Em outubro de 1925, os jornais informaram que Appleby havia se casado com Teddy Hayes, um treinador esportivo.  Dias depois, no entanto, Appleby contradiz esse relatório. "Sou solteira", disse ela. "Não quis dizer isso quando eu disse que era casada com Teddy Hayes."  Em 11 de maio de 1932, ela recebeu o divórcio do ator Morgan H. Galloway. Ela deixou Hollywood em 1943 e se casou com o músico Paul Drake logo depois. Eles permaneceram casados até sua morte em Hicksville, Nova York, em 9 de agosto de 1990, aos 84 anos.

## Filmografia parcial
- Paradise for Two (1927) - Young girl (uncredited)
- New York (1927) - Young girl (uncredited)
- Square Crooks (1928) - Kay Ellison
- Under Eighteen (1931) - Elsie
- Trick for Trick (1933) - Maisie Henry
- King of the Wild Horses (1933) - Napeeta
- The Prizefighter and the Lady (1933) - Woman in Bar (não-acreditado)
- As the Earth Turns (1934) - Doris
- Jail Birds of Paradise (1934, curta-metragem) - Miss Deering - Prison Warder
- School for Girls (1934) - Florence Burns
- I Give My Love (1934) - Alice Henley
- Two Heads on a Pillow (1934) - Mitzie LaVerne
- Charlie Chan in Paris (1935) - Nardi
- Let 'Em Have It (1935) - Lola
- Riffraff (1936) - Gertie
- Lady of Secrets (1936) - Erma (não-acreditado)
- North of Nome (1936) - Ruby
- Paradise Express (1937) - Kay Carson
- Sea Racketeers (1937) - Dançarina  (não-acreditado)
- Make a Wish (1937) - Telefonista
- Fit for a King (1937) - Garçonete  (não-acreditado)
- Small Town Boy (1937) - Sandra French
- Live, Love and Learn (1937) - Lou - Modelo de Bob (não-acreditado)
- Making the Headlines (1938) - Claire Sandford
- Stagecoach (1939) - Garota no salão (não-acreditado)
- The Flying Irishman (1939) - Maybelle (não-acreditado)
- When Tomorrow Comes (1939) - Waitress (não-acreditado)
- The Women (1939) - Treatment Girl (não-acreditado)
- Nothing But Pleasure (1940, Short) - Mrs. Plunkett
- Convicted Woman (1940) - Daisy
- Rockin' Thru the Rockies (1940, curta-metragem) - Tessie
- The Doctor Takes a Wife (1940) - Mulher na livraria (não-acreditado)
- Gold Rush Maisie (1940) - Hatcheck Girl (não-acreditado)
- From Nurse to Worse (1940, curta-metragem) - Recepcionista (não-acreditado)
- The Spook Speaks (1940, curta-metragem) - Esposa de Newlywed
- The Devil's Pipeline (1940) - Stewardess
- Cookoo Cavaliers (1940, curta-metragem) - Rosita (não-acreditado)
- High Sierra (1941) - Margie, namorada de Joe's (não-acreditado)
- So Long Mr. Chumps (1941, curta-metragem) - Namorada de Pomeroy (não-acreditado)
- Manpower (1941) - Wilma
- In the Sweet Pie and Pie (1941, Short) - Tiska Jones
- Loco Boy Makes Good (1942, curta-metragem) - Twitchell's Girl
- What's the Matador? (1942, curta-metragem) - Secretaria de O'Brien
- Small Town Deb (1942) - Parceira de dança  de Tim (não-acreditado)